# المحرك في قواعد البيانات
المحرك في قواعد البيانات (بالإنجليزية: Database trigger)‏ هو مجموع من أكواد برمجية يتم تنفيذها عند حدوث حدث معين.

## مكوناتة
1. Type of trigger: و فيها يتم تحديد الحدث الذي سيتم عنده تنفيذ هذه الأكواد البرمجية.
2. code of trigger: و فيه يتم كتابة الكود البرمجي الذي سيتم تنفيذه.
3. scope of trigger: و فيه يتم تحديد المدى الذي سيتم تنفيذه عليه(هل سيتم تنفيذه على عنصر محدد فقط أو على بلك بيانات data block محدد فقط أو على البرنامج Module كله. و يتم تحديد مدى المحرك(scope of trigger) من خلال موضع المحرك في البرنامج (Module).

### يوجد مدى المحرك على المستويات التالية
1. Forms-Level Triggers: و هذا يتم تنفيذه في احداث خاصة بهذا الفورم فقط. و يؤثر في كل مكونات الفورم.
2. Block-Level Triggers: و هذا يتم تنفيذه في احداث خاصة بهذا البلك فقط
3. Item-Level Triggers: و هذا يتم تنفيذه في احداث خاصة بهذا العنصر فقط.

## أنواعه
- On_	هذا النوع ينطلق أثناء حدوث الحدث
- Pre_	هذا النوع ينطلق قبل حدوث الحدث
- Post_	هذا النوع ينطلق بعد الحدث
- When_	هذا النوع ينطلق أثناء الحدث مباشرة

## مداه وتدرج التنفيذ
عندما يوجد أكثر من محرك من نفس النوع على مستويين مختلفين فغن الـForm Builder يقوم بإطلاق المحرك الأكثر فاعلية في الموضع الحال للمؤشر. وخاصية تدرج التنفيذ Execution Hierarchy تحدد ما الذي يحدث عندما يوجد أكثر من محرك من نفس النوع في مستويين مختلفين, و هذه الخاصية من خصائص المحرك و هي تحتوي على ثلاثة خيارات هي:
- Override: فقط المحرك الأكثر فاعلية في موضع المؤشر سينطلق أولا.
- After فإن المحرك سينطلق بعد المحرك الآخر.
- Before خصائص المحرك قبل المحرك الآخر.